# Parnassia mysorensis
Parnassia mysorensis là một loài thực vật có hoa trong họ Dây gối. Loài này được F. Heyne ex Wight & Arn. mô tả khoa học đầu tiên năm 1834.